# Martín Ochoa de Capanaga
Martín Ochoa de Capanaga (Mañaria, ?-Mañaria, 1661) fue un párroco español, maestro de Gramática de Tavira en Durango y escritor y traductor euskaldún y vizcaíno. 
Traductor al euskera de Exposición breve de la doctrina cristiana con el examen de conciencia y acto de contrición, ejercicios cotidianos, significaciones de los ornamentos sagrados y misterios de la Misa, un famoso catecismo del jesuita Jerónimo Martínez de Ripalda. La traducción hecha por Ochoa de Capanaga fue impresa en 1656 en Bilbao. Contiene una edición a dos columnas: la columna derecha en el dialecto vizcaíno y la izquierda en castellano, seguida de un examen de conciencia, ejercicios cotidianos, y algunas explicaciones acerca de la liturgia. Se considera que este es el libro más antiguo que queda en euskera.
Fue un autor tomado en cuenta por Resurrección María de Azkue a la hora de elaborar su morfología.